# Saa gik 1949
|  | Denne artikel er oprettet af botten Steenthbot ud fra en ekstern database. Den kan derfor have sproglige fejl eller mangler. Denne skabelon kan fjernes efter kontrol af indholdet. |

Saa gik 1949 er en dansk dokumentarisk optagelse fra 1949.

## Handling
Magasin du Nords årsrevy 1949:

1) For første gang siden krigen kunne Magasin holde årligt udsalg.

2) I januar blev personalet inviteret til en rask lille revyforestilling om salgsteknik.

3) Hulkortsystemet holder sit indtog i begyndelsen af året. Det tager tre måneder at installere de 'tænkende maskiner'.

4) Salget af bomuldsstof trække mange kunder til.

5) Forårets nye børnetøj bliver vist frem ved en matiné hos Lorry.

6) Ved et sportsstævne i juni måned sejrede Magasin over Stockmann, Helsingfors, i en fodboldkamp 4-1. Bagefter havde håndholdpigerne udfordret et særligt udvalgt herrehold til en rask fodboldmatch. Der er også løbe- og svajerkonkurrence.

7) I september er dekorationsværkstederne et tilløbsstykke for skolebørn.

8) Med 45.000 fed garn inviterer Magasin københavnerne til en stor strikkekonkurrence.

9) Efterårets store modeopvisning hos Wivex var bygget over temaet "Budget og mode".

10) Resultatet af strikkekonkurrencen - vinderen modtager en vinterrejse til Norge.

11) Den engelske vicehandelsminister L.J. Edwards aflagde i december besøg på tekstilfabrikken i Landskronagade. Direktørerne Raaschou, Baaring og Schauer viste rundt.

12) Årets juleudstilling "Gavebyen" åbner i slutningen af november. Hele tårnvinduet er ét stort marionetteater.